# Divize D 2005/2006
V soubojích 41. ročníku Moravskoslezské divize D 2005/06 (jedna ze skupin 4. fotbalové ligy) se utkalo 16 týmů každý s každým dvoukolovým systémem podzim–jaro. Tento ročník byl rozehrán v sobotu 13. srpna 2005 úvodními dvěma zápasy 1. kola a skončil v neděli 11. června 2006 zbývajícími dvěma zápasy 29. kola (kompletní 30. kolo bylo předehráno již ve středu 24. května 2006).

## Nové týmy v sezoně 2005/06
- Z MSFL 2004/05 nesestoupilo do Divize D žádné mužstvo.
- Z Přeboru Jihomoravského kraje 2004/05 postoupilo vítězné mužstvo SK Líšeň, ČAFC Židenice Brno (2. místo) a FK Šardice (4. místo).
- Z Přeboru Zlínského kraje 2004/05 postoupilo vítězné mužstvo FC Morkovice.
- Z Přeboru Vysočiny 2004/05 postoupilo vítězné mužstvo FC Velké Meziříčí.

## Kluby podle krajů
- Jihomoravský (8): FK Mutěnice, TJ Cukrovar Hrušovany nad Jevišovkou, FK Šardice, SK Líšeň, TJ Framoz Rousínov, SK Rostex Vyškov, ČAFC Židenice Brno, 1. FC VMG Kyjov.
- Vysočina (4): FC ŽĎAS Žďár nad Sázavou, FC Velké Meziříčí, HFK Třebíč, SK Dekora Ždírec nad Doubravou.
- Zlínský (4): FC Elseremo Brumov, FC Morkovice, TJ FS Napajedla, FC TVD Slavičín.

## Konečná tabulka
Zdroj: 
| Poř. | Tým                                  | Z  | V  | R  | P  | VG | OG | B  |
| ---- | ------------------------------------ | -- | -- | -- | -- | -- | -- | -- |
| 1.   | FK Mutěnice                          | 30 | 21 | 5  | 4  | 87 | 28 | 68 |
| 2.   | FC Elseremo Brumov                   | 30 | 16 | 3  | 11 | 44 | 48 | 51 |
| 3.   | TJ Cukrovar Hrušovany nad Jevišovkou | 30 | 16 | 3  | 11 | 55 | 34 | 51 |
| 4.   | FC Morkovice (N)                     | 30 | 13 | 6  | 11 | 58 | 46 | 45 |
| 5.   | FC ŽĎAS Žďár nad Sázavou             | 30 | 12 | 8  | 10 | 54 | 52 | 44 |
| 6.   | TJ FS Napajedla                      | 30 | 11 | 11 | 8  | 37 | 35 | 44 |
| 7.   | FC TVD Slavičín                      | 30 | 12 | 7  | 11 | 40 | 33 | 43 |
| 8.   | FK Šardice (N)                       | 30 | 12 | 7  | 11 | 37 | 37 | 43 |
| 9.   | SK Líšeň (N)                         | 30 | 12 | 6  | 12 | 51 | 48 | 42 |
| 10.  | FC Velké Meziříčí (N)                | 30 | 12 | 6  | 12 | 52 | 52 | 42 |
| 11.  | HFK Třebíč                           | 30 | 11 | 7  | 12 | 40 | 49 | 40 |
| 12.  | TJ Framoz Rousínov                   | 30 | 9  | 11 | 10 | 40 | 36 | 38 |
| 13.  | SK Rostex Vyškov                     | 30 | 9  | 10 | 11 | 33 | 36 | 37 |
| 14.  | ČAFC Židenice Brno (N)               | 30 | 8  | 7  | 15 | 44 | 67 | 31 |
| 15.  | 1. FC VMG Kyjov                      | 30 | 7  | 6  | 17 | 27 | 58 | 27 |
| 16.  | SK Dekora Ždírec nad Doubravou       | 30 | 5  | 5  | 20 | 27 | 67 | 20 |

Poznámky:
- Z = Odehrané zápasy; V = Vítězství; R = Remízy; P = Prohry; VG = Vstřelené góly; OG = Obdržené góly; B = Body; (S) = Mužstvo sestoupivší z vyšší soutěže; (N) = Mužstvo postoupivší z nižší soutěže (nováček)
- O pořadí na 2. a 3. místě rozhodla bilance vzájemných zápasů: Brumov – Hrušovany nad Jevišovkou 1:0, Hrušovany nad Jevišovkou – Brumov 0:1[2]
- O pořadí na 5. a 6. místě rozhodlo lepší skóre Žďáru nad Sázavou (vyšší počet vstřelených branek), bilance vzájemných zápasů byla vyrovnaná: Žďár nad Sázavou – Napajedla 1:1, Napajedla – Žďár nad Sázavou 1:1[2]
- O pořadí na 7. a 8. místě rozhodlo lepší skóre Slavičína, bilance vzájemných zápasů byla vyrovnaná: Slavičín – Šardice 1:1, Šardice – Slavičín 1:1[2]
- O pořadí na 9. a 10. místě rozhodla bilance vzájemných zápasů: Líšeň – Velké Meziříčí 3:2, Velké Meziříčí – Líšeň 1:1[2]

|  | Postup do MSFL 2006/07                         |
|  | Přechod do Divize E 2006/07                    |
|  | Sestup do Přeboru Jihomoravského kraje 2006/07 |
|  | Sestup do Přeboru Vysočiny 2006/07             |